# Mirela Dulgheru
Mirela Dulgheru (n. 5 octombrie 1966, Ploiești, România) este o fostă atletă olimpică română.

## Biografie
S-a apucat de atletism la vârsta de zece ani. A fost antrenată de prof. Marieta Tudor. La Jocurile Olimpice de vară din 1992, în Barcelona, Mirela Dulgheru a obținut locul IV la săritura în lungime, iar în 1993 a obținut titlul de campioană mondială universitară la Buffalo.
Este deținătoarea celei de-a treia performanțe naționale la săritura în lungime în aer liber (7,14m), a recordului național la săritura în lungime în sală (6,99m), precum și a recordurilor naționale la proba de sprint pe distanțele de 50, 60 și 80 de metri. A obținut 12 titluri balcanice și a fost de peste 100 de ori laureată la nivel național. Se situează între primele șase sportive din lume și din Europa și este a treia performeră a tuturor timpurilor din România. Se situează pe locul al III-lea în Cupa ”Pierre Benite” de la Lyon, din 1998. În 2000 sportiva a obținut cetățenia turcă.
În prezent este cadru didactic la Universitatea Petrol-Gaze din Ploiești și antrenor la secția de atletism a CSU Ploiești. În anul 2009 a obținut doctoratul în Educație fizică și Sport la Universitatea din Pitești, cu o teză referitoare la natura diferențiată a specificității efortului în dezvoltarea calităților motrice în probele atletice.
În 2013 ea a devenit cetățean de onoare al Ploieștiului.
În 2014 a fost Șefă a Catedrei de Educație Fizică a Universității Petrol-Gaze din Ploiești. Din 2016  este Director al Departamentului de Activități Motrice și Sport al Universității Petrol-Gaze din Ploiești. Începând cu anul 2019 deține titlul de conferențiar universitar doctor în cadrul acestei instituții de învățământ superior.

## Realizări
| An   | Competiție                   | Locație   | Loc | Eveniment | Note   |
| ---- | ---------------------------- | --------- | --- | --------- | ------ |
| 1990 | Campionatul European în sală | Glasgow   | 13  | 60 m      | 7,38 s |
| 1990 | Campionatul European în sală | Glasgow   | 4   | lungime   | 6,57 m |
| 1991 | Campionatul Mondial în sală  | Sevilla   | 9   | lungime   | 6,50 m |
| 1992 | Jocurile Olimpice            | Barcelona | 4   | lungime   | 6,71 m |
| 1993 | Campionatul Mondial în sală  | Toronto   | 8   | lungime   | 6,55 m |
| 1993 | Universiada                  | Buffalo   | 1   | lungime   | 6,69 m |
| 1993 | Campionatul Mondial          | Stuttgart | 11  | lungime   | 6,48 m |
| 1994 | Campionatul European în sală | Paris     | 5   | lungime   | 6,61 m |

## Recorduri personale
| Probă                       | Performanță | Dată             | Locație |
| --------------------------- | ----------- | ---------------- | ------- |
| Săritură în lungime         | 7,14 m      | 5 iulie 1992     | Sofia   |
| 60 m în sală                | 7,22 s =RN  | 23 ianuarie 1993 | Bacău   |
| Săritură în lungime în sală | 6,99 m RN   | 23 ianuarie 1993 | Bacău   |

## Publicații
- Vaida, Marius; Dulgheru, Mirela, Educația fizică în învățământul primar: teorie și practică, Editura Universității Petrol-Gaze din Ploiești, 2007.[16]